# Buttes New British Cemetery, Polygon Wood
Buttes New British Cemetery, Polygon Wood is een Britse militaire begraafplaats met gesneuvelden uit de Eerste Wereldoorlog, gelegen in het Belgische dorp Zonnebeke. De begraafplaats ligt in het Polygoonbos, bijna twee kilometer ten zuiden van het dorpscentrum van Zonnebeke. Ze werd ontworpen door Charles Holden en wordt onderhouden door de Commonwealth War Graves Commission. Het terrein heeft een rechthoekig grondplan met een oppervlakte van 15.145 m². De begraafplaats is bereikbaar vanaf de straat via een ommuurd recht wandelpad door het bos. Deze toegangsweg ligt op dezelfde as als de toegangweg naar de Polygon Wood Cemetery dat zich net buiten de bosrand aan de overkant van de straat bevindt .
Aan de noordoostkant van de begraafplaats bevindt zich een hoge kunstmatige heuvel met daarop het Fifth Australian Division Memorial. Naast de heuvel staat centraal de Stone of Remembrance. Hier staat geen Cross of Sacrifice (deze staat op de Polygon Wood Cemetery). Aan de zuidwestkant van de begraafplaats staat het Nieuw-Zeelands herdenkingsmonument Buttes New British Cemetery (N.Z.) Memorial, Polygon Wood, ter herdenking aan 378 militairen van de New Zealand Division zonder gekend graf.
Er worden 2.108 doden herdacht, waarvan meer dan 1.600 niet geïdentificeerde. De site staat sinds 2023 op de Unesco-Werelderfgoedlijst als onderdeel van inschrijving Begraafplaatsen en herdenkingssites van de Eerste Wereldoorlog (Westelijk Front).

## Geschiedenis
Voor de oorlog werd het Polygoonbos gebruikt als militair oefenterrein. Hier bevond zich een kunstmatige heuvel, "doel" of "butte" genoemd, om kogels op te vangen. Het bos was tijdens de Eerste Wereldoorlog strategisch gelegen aan de Ieperboog, op de Midden-West-Vlaamse Heuvelrug. In de Eerste Slag om Ieper werd hier in het najaar van 1914 al zwaar gestreden. Het bleef de eerste oorlogswinter in geallieerde handen. Tijdens de Tweede Slag om Ieper in 1915 moesten de Britten zich terugtrekken en het bos werd door de Duitsers bezet, die er een luchtafweergeschut, barakken en andere infrastructuur inrichtten. Er kwam ook een Duitse militaire begraafplaats "Kriegerfriedhof Am Polygonenwald". Het gebied bleef Duits tot aan de Derde Slag om Ieper in 1917 toen de 5th Australian Division het in september kon heroveren. Er werd gestart met de aanleg van de Britse begraafplaats Polygon Wood Cemetery naast de Duitse. Er bleven ook slachtoffers vallen in de laatste oorlogswinter. Bij het Duitse lenteoffensief van april 1918 trokken de geallieerden zich weer terug, tot het in september 1918 opnieuw werd veroverd.
Na de oorlog werden vele slachtoffers uit de omliggende slagvelden bijgezet in de begraafplaatsen bij het Polygoonbos en zo ontstond het Buttes New British Cemetery. Er rusten nu 1.327 Britten (slechts 170 konden geïdentificeerd worden), 564 Australiërs (slechts 157 konden geïdentificeerd worden), 50 Canadezen (waarvan slechts 6 geïdentificeerd konden worden) en 162 Nieuw-Zeelanders (waarvan 95 geïdentificeerd konden worden). Voor 23 Nieuw-Zeelanders en 12 Britten werden Special Memorials opgericht omdat hun graven niet meer teruggevonden werden, maar waarvan men aanneemt dat ze onder een naamloos graf liggen.

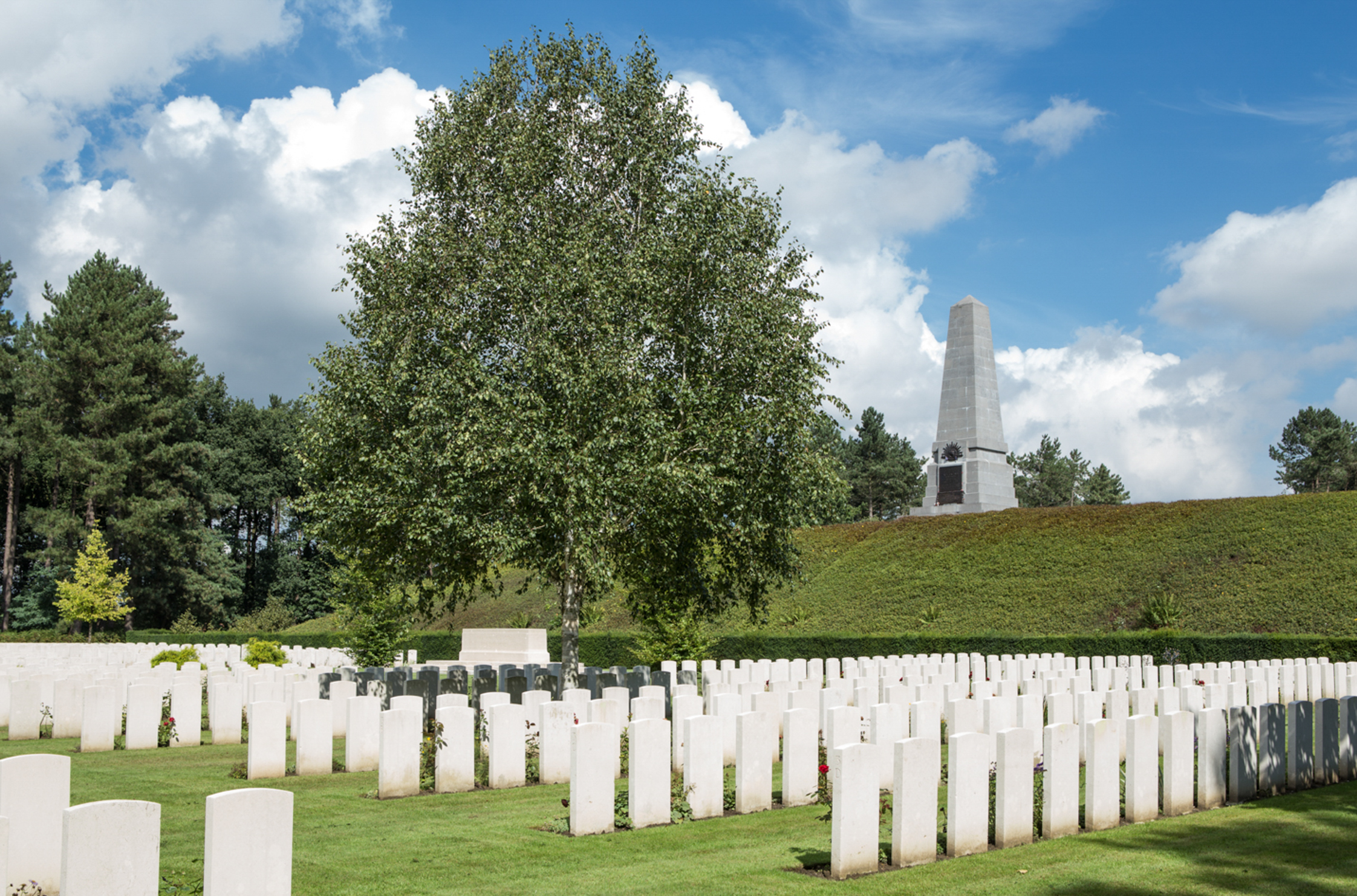
Overzicht met heuvel en obelisk voor de 5th Australian Division

In 2007 werden hier nog vijf Australiërs begraven die werden teruggevonden in Zonnebeke en van wie er drie door DNA-onderzoek werden geïdentificeerd.
Deze zijn:
- soldaat John Hunter, gesneuveld op 26 september 1917 in de leeftijd van 28 jaar.
- sergeant George Calder, gesneuveld op 30 september 1917 in de leeftijd van 23 jaar.
- soldaat George Richard Storey, gesneuvelde op 30 september 1917 in de leeftijd van 22 jaar.

De begraafplaats werd in 2009 als monument beschermd.

## Graven

### Onderscheiden militairen
- Dudley Ralph Turnbull, luitenant-kolonel bij de Gordon Highlanders, Alan Humphrey Scott, luitenant-kolonel bij de Australian Infantry en Charles Matthew Kemp, majoor bij het Manchester Regiment werden onderscheiden met de Distinguished Service Order (DSO).
- onderluitenant Walter Robert Dodge, de sergeanten Sidney Oakley, Grahame Heard en C.T. Haigh, de korporaals T. Hamilton en J.C. Whitehouse en de soldaten E.A. Wilkins, R. Walkerden, Joseph Raine en Herbert Wood ontvingen de Military Medal (MM).

### Minderjarige militair
- Leslie Clegg McMurdo, soldaat bij de Australian Infantry, A.I.F. was slechts 17 jaar toen hij op 26 september 1917 sneuvelde.

### Aliassen
- korporaal Erven Charles Salau diende onder het alias bij de Australian Infantry, A.I.F..
- soldaat P. Barker diende onder het alias P. Hogan bij de Australian Infantry, A.I.F..